# Кінний туризм

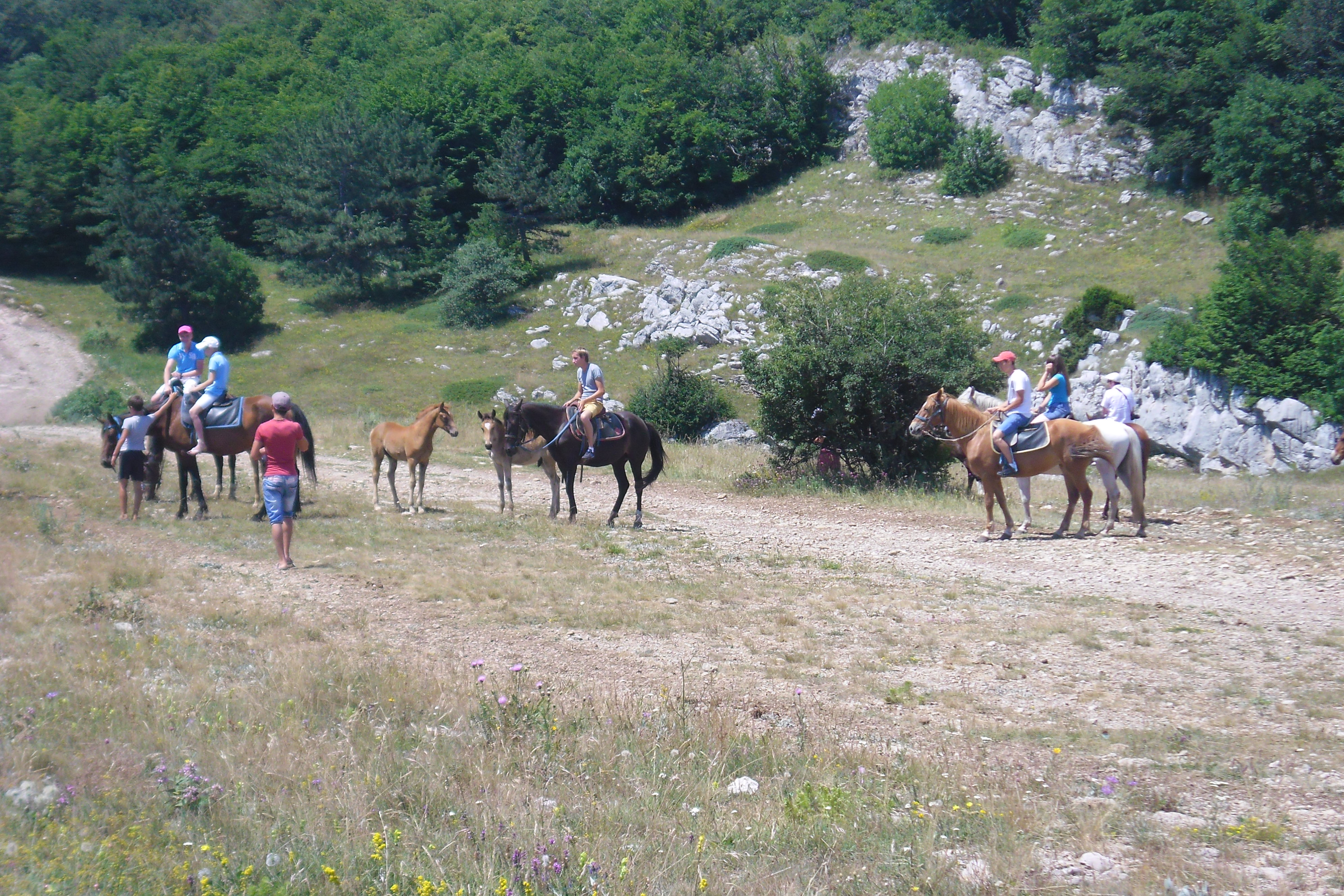
Прогулянка на конях по Ай-Петринській яйлі, Кримські гори, Україна.

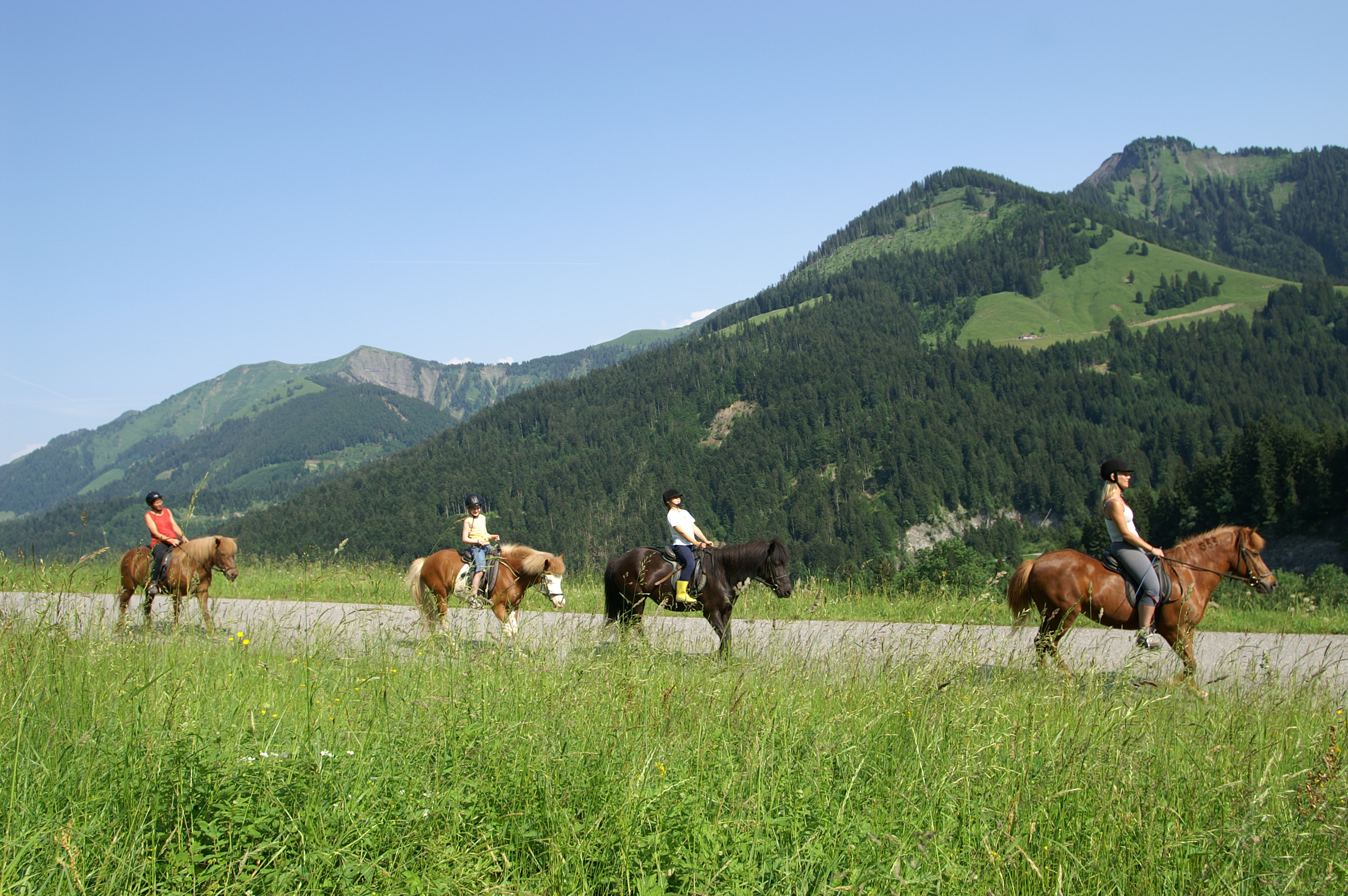
Кінний туризм в Дорнбірн, Австрія. Часто це групова діяльність.

Кінний туризм — міжнародний вид спорту та активного відпочинку, що включає в себе кінні походи, в яких туристи переміщуються верхи або в екіпажах, а спорядження та харчування транспортується також на конях, екіпажах або з допомогою супроводжуючого транспорту. 
Кінний туризм є різновидом зеленого сільського туризму.

## Історична довідка
Найдовший зафіксований в Україні кінно-туристичний маршрут був організований та пройдений у 1994 році. Його відстань сягнула 970 км. Учасниками та організторами були Миколай Дударенко (саме він надав свій фотоальбом з точною мапою пересування по маршруту), Олег Сиперштейн, Лада Михайлова (тренер кінно-спортивної секції при КСП «Скадовський»). З коней, що брали участь у поході, племінні документи мали лише араб Руслан та орловський рисак Кіпрей, усі інші коні були офіційно «без породи», різного зросту та конституції, в тому числі кілька мустангів, відловленних на острові Джарилгач. По мапі організаторів маршрут включав заїзд на могилу Тараса Шевченка в Каневі і пролягав від Скадовська до Сеньковки. Група стартувала 22 червня та закінчила подорож 10 липня (загалом 19 днів шляху). На зворотньому шляху коней повезли автотранспортом.

## Екіпірування
Для кінного туризму необхідний зручний одяг для верхової їзди (черевики, штани), захисне спорядження (шолом, світловідбиваючі елементи, в тому числі жилет, дощовик), а також туристичне спорядження для організації  побуту (намет, спальний мішок, каремат, посуд, пальник тощо). Спорядження для коня включає в себе зручне сідло та вальтрап, вуздечку, недоуздок та чомбур, а також щітки для чищення коня, гачок для копит. Для організації відпочинку коней потрібно подбати про прив'яз або електропастух, концентровані  корма, водопій.     

## Інструкція з техніки безпеки по кінному туристичному маршруту
Сидячи на коні, не смикайте різко і грубо за поводи, а управляйте ними спокійно і м’яко, не „вганяючи” в них коня, але і не розпускаючи зовсім. Не дозволяйте коневі опускати голову при сильно затягнених попругах, щоб він не запопружився, – від перетискання судин і довколишніх тканин може утворитися хворобливий підшкірний набряк у області тіла, що знаходиться за попругами. Крім того, ви ризикуєте впасти через голову коня. 
Починайте і закінчуйте їзду на коні тільки кроком. 
Під час їзди будьте уважні, не розпускайте повід, – якщо кінь спіткнеться, то його неможливо буде вмить стримати. 
Категорично заборонено кидати повід і залишати коня без нагляду, тому що він може втекти, травмувати себе, інших тварин і людей. 
Під час групової їзди не наїжджайте на коня, що попереду йде, і не під’їжджайте до інших коней збоку. При зустрічній їзді, роз’їжджаються лівими плечима.
Якщо група вершників їде один за одним ланцюжком, то дистанція між тваринами повинна бути не менше довжини двох корпусів коня (приблизно 4 метри). Тобто кожен  подальший вершник повинен бачити через вуха свого коня скакальні суглоби коня попереднього вершника. При меншій відстані, тільки в один корпус, через вуха коня видно сідничні горби попереду коня, що йде. Якщо ж відстань більша, наприклад завдовжки в три корпуси, то видно задні копита попереду коня, що йде. 
Не зупиняйтеся на шляху руху коней і не їдьте проти групи. 
Не виїжджайте без дозволу з зміни. 
Якщо необхідно під час тривалої прогулянки дати коневі попастися, то повністю слід ослабити попруги, так, щоб між ними і тулубом коня проходила ребром долоня. Спішуючись, завжди тримаєте повід в руці, не кидайте його і не залишайте коня без нагляду. 
Оглянути прив’язь коней. Вуздечка, недоуздок, аркан повинні бути справні і міцні, підігнані до тварин. 
Забороняється підганяти коня, що попереду йде, помахом руки, поводу або хлиста. 
Не дозволяйте коневі опускати голову при сильно затягнених попругах, що б він не запопружився, – від перетискання кровоносних судин і довколишніх тканин утворюється підшкірний хворобливий набряк у області попруг.
Категорично заборонено кидати повід і залишати коня без нагляду, тому що він може втекти, травмувати себе і інших тварин і людей.
Починайте і закінчуйте їзду на коні тільки кроком: на початку – 5-10 хвилин, після закінчення напруженої роботи – не менше 25-40 хвилин. Після закінчення інтенсивної роботи через 5-10 хвилин при русі кроком попруги сідла злегка послабляють.
Під час групової їзди не наїжджайте на коня, що попереду йде, і не під’їжджайте до інших коней збоку. Якщо їзда проходить на кобилах і жеребцях одночасно, то їх треба тримати один від одного подалі. 
Не зупиняйтеся на шляху руху коней і не їдьте проти групи.
При їзді на коні потрібно бути уважним, не розпускати поводів і бути готовим будь-якої хвилини застосувати необхідні прийоми управління відповідно до ситуації, що склалася.
При проводці коней один за одним, при посадці їздця на коня, дотримувати дистанцію між ними не менше 5 метрів. 
На короткочасних затримках в дорозі тримати не більш 2 коні. Не можна лягати і намотувати чумбур на руку і захльостувати петлею. 
Об’їжджати і перетинати дорогу рядом коня, що йде, допускається тільки після обгону його на два корпуси. 
Спішуючись, завжди тримаєте повід в руці, не кидайте його і не залишайте коня без нагляду. Зістрибування з коня: кинути стремено. Не випускаючи з рук поводу, зістрибнути на ліву сторону. Зняти повід з шиї коня і відпустити попругу на 1 дірочку. Заправити стремено. 
При падінні треба скинути стремена (щоб не повиснути на них) і постаратися не випускати з рук поводу. Падати прагніть на ноги, а не на руки і не на голову. При падінні треба віддалитися від коня і відразу не вставати (щоб кінь не ударив). Після падіння не наздоганяй коня.
Якщо кінь вийшов з покори, і його не вдалося зупинити на самому початку, пустіть його по колу, натягуючи один з поводів всередину кола. 
При русі на коні і в санях не кричати, не розмахувати руками, не зістрибувати на ходу. 
При русі на автострадах дотримувати правила руху, рухатися по правій стороні, не виїжджати на стрічну сторону.
При русі по лісу стежити за гілками. Строго забороняється їзда по льоду і невідомим дорогам;  
Забороняється грубо поводитися з конем, дратувати його, замахуватися поводом, плескати несподівано по крупу, ударяти без причини, лякати;
Категорично недопустима жорстокість при покаранні коней. Поводьтеся з конем завжди спокійно і лагідно. 
Забороняється засовувати руки в кишені, а хлист в чобіт. 
Забороняється повертати коня задом у напрямі людей, що знаходяться поблизу.
Забороняється провозити в кишенях гострі, ріжучі і колють предмети, які можуть травмувати при падінні. 
У кінному поході ноги, загривок, спина коней найбільш схильні до травм. Тому раніше необхідно вилікувати наколювання, наминання, гниття стрілок на копитах, почекати, щоб ріг відріс і не був хворобливим. На відпочинку обов’язково розгачковувати копита коням. При русі вершник повинен уважно стежити, куди він направляє коня, щоб він не наступив на бите скло, дріт, об’їжджати купи сміття; у траві особливо легко напоротися на скло, іржаві залізки, гостре каміння. Якщо ви їдете по дуже жорсткому ґрунту, краще забинтувати ноги коня, а самому частіше спішуватися, вести коня в поводу. Те ж – при їзді по гальці, крупному щебеню, замерзлому грудками ґрунту. Правильна посадка вершника, без переміщень центру важкості, на будь-якому алюрі, а  також м’які рухи на рисі позбавлять коня від пошкоджень спини, як і своєчасна зміна вологих пітників на сухі і чисті. Під мокрим пітником перегрівається ділянка спини, покрита сідлом. От чому пітники треба просушувати і чистити після кожного вживання, а під них підкладати бавовняні вальтрапи, які легко перуться і швидко сохнуть.
Передчасне зняття (без витримки) сідла на відпочинку також може викликати запальні процеси спини і холки. Сідла знімають лише через 20-30 хвилин після прибуття на привал. Своєчасне зняття сідла на великих привалах і потім зразу ж добре розтирання спини і холки зберігає здоров’я коня. Щоб уникнути травм треба бути особливо уважним при використовуванні нового спорядження. Взагалі, перш ніж відправитися в тривалий шлях, краще перевірити нове спорядження на короткому маршруті щоб уникнути неприємних сюрпризів 
Дуже важливий порядок (режим) руху. Тривалий рух кроком сильно стомлює коней і вершників і навіть веде до потертостей спини, тому алюри чергуються. При нормальному переході в 50 км середня швидкість руху може коливатися від 6,5 до 8,5 км/год. Тривалість безперервного руху з моменту виступу в похід не повинна перевищувати 7-8 годин. Нормальним вважається перехід близько 50 км в добу. У багатоденних походах коням треба відпочивати по 8-10 годин в добу, а через кожні 2-3 дні руху надавати днювання. В дорозі через кожні 3-4 години – невеликий відпочинок з годівлею травою, а в жарі – і поїти, тільки не крижаною водою з колодязів. Краще всього звернутися до місцевих жителів – у них завжди знайдеться вода для поливу городів, що зігрілася на повітрі. Коней можна напоїти і в чистій річці, струмку, озері. 
На відпочинку коня слід прив’язувати, пасти його слід на довгому мотузку. До цього привчайте коня наперед. 
У сильну жару остерігайтеся теплових і сонячних ударів, а також розладів шлунково-кишкового тракту. В цю пору року у коней можуть посилюватися бродильні процеси (підвищення процесу газоутворення) в кишечнику, особливо при годівлі грубим кормом, які виявляються здуттям черева і звуками, що бурчать. 
На ділянках шкіри тіла (шкірі шиї, голови, кінцівок, паху, на губах і ніздрях), що не пігментуються, від жаркого сонця деколи виникають сонячні дерматити. В цьому випадку шкіра, набрякає, стає гарячою і хворобливою на дотик, потім поверхневий шар шкіри, епідерміс, відмирає і відшаровується у вигляді скориночок і латочок. Дерматити на губах заважають тваринам поїдати корм. 
Вершник будь-якого ступеня підготовки зобов’язаний виконувати всі правила техніки безпеки при поводженні з кіньми як у конюшні, так і поза нею. За порушення інструкції і дій з боку туристів, що завдають матеріального збитку інвентарю і загрозу здоров’ю твариною, інструктор має право зняти туриста з маршруту.

## Кінний туризм в Україні
Проведенням офіційних кінно-туристичних заходів та змагань на території України опікується громадська організація "Всеукраїнська федерація техніки кінно-спортивного туризму «ТРЕК» (ГО «ТРЕК»).
Кінний туризм в Україні включає в себе такі різновиди та дисципліни:
- Кінні походи — довготривалі подорожі поза межами стайні/кінного клубу, як правило здійснювані групою туристів. Ночівлі можуть проводитися як у наметах, так і у приміщеннях. Коні можуть ночувати на прив'язах, в електропастухах, левадах, конюшнях тощо.
- T.R.E.C. (від фр. Techniques de Randonnée Equestre de Compétition) — всеукраїнські змагання з техніки кінного туризму. Дисципліна покликана розвивати співпрацю вершника та коня та відточувати навички, необхідні для польової їзди. Цей вид спорту виник у Франції. Змагання з TREC складається з трьох окремих етапів — орієнтування на місцевості, контролю алюрів та смуги перешкод, що проводяться протягом одного або двох днів. На кожному етапі нараховуються бали, за загальною кількістю яких визначається переможець. Перші змагання «трек» були проведені в Україні у 2014 році.
- Equirogaine — змагання, що має в основі концепцію австралійської мульти-гонки «Рогейн». Поєднує у собі тактику та стратегію, навігацію на пересіченій місцевості, фізичну витривалість. Мета — набір максимальної кількості балів, що отримуються за відвідання контрольних пунктів (та надання фото-доказів), що позначені на мапі. Кожен пункт має свою вартість у балах, що базується на його віддаленості від точки старту, навігаційної складності тощо. Порядок проходження маршруту визначається учасником самостійно. Змагання триває від 3 до 24 годин. Перші змагання з еквірогейну в Україні були проведені у 2017 році. Демократичний формат змагань дозволяє учасникам брати участь у різних класах: індивідуальному кінному, парному кінному, велосипедному, пішому тощо.
- Equirand — щорічний фестиваль кінного туризму, який проводиться 1 раз на рік. Організатори визначають точку збору, бажаючі реєструються та прямують до визначеної точки у форматі кінного походу. Перше місце присуджується учаснику або групі учасників, які подолали верхи найбільшу відстань. У точці збору проводиться нагородження. Формат фестивалю дозволяє проїхати частину маршруту на батмані, коневозі (даний кілометраж не враховується до загальної відстані), організовувати групу супроводу для організації похідного побуту. Брати участь можна як на власному, так і на орендованому коні. Перший фестиваль в Україні було проведено у 2015 році.